# Kinas damlandslag i vattenpolo
Kinas damlandslag i vattenpolo representerar Kina i vattenpolo på damsidan. Laget tog silvermedalj vid VM 2011 på hemmaplan i Shanghai.